# Josep Piquet i Catulí
Josep Piquet i Catulí   (Barcelona, 19 de juliol de 1869 - Sevilla, 12 d'agost de 1949) va ser un escultor català, nascut al barri de la Creu Coberta de Barcelona. Entre 1894 i 1897 va cursar estudis a l'Escola de Belles Arts de Barcelona on va ser deixeble de Rossend Nobas i Ballbé, entre d'altres. A l’Exposició de Belles Arts celebrada a Barcelona el 1891 presentà els busts Carnaval, Manola i San Francisco i l'escultura de guix La Oración. A la Nacional de 1901 li fou concedida la tercera medalla pel seu grup Idilio i a la de 1904 presentà Santa Magdalena, també en guix, i el motiu decoratiu San Miguel.
Va viure durant anys a Sevilla on gaudí d'un ampli reconeixement. El 1916 la seva obra Magdalena va viatjar fins a l'Exposició Nacional de Panamà i a l'Exposició Primaveral de Sevilla, inaugurada el 29 d’abril de 1917 hi va exposar dos busts retrat en escaiola. Va participar en l'Exposició Iberoamericana de Sevilla de 1929 i el 1932 a l'Exposició de Belles Arts de Sevilla amb dos dibuixos: Madrugada de Viernes Santo i Campanario de las Brujas. El 1930, va rebre encàrrecs per a l’Exposition internationale coloniale, maritime et d’art flamand d'Anvers i per a l’Exposition internationale de la grande industrie, sciences et applications, art wallon ancien de Lieja.
Destaca la seva escultura al Gibraltar War Memorial, a la plaça Line Wall de la població, que va inaugurar-se el 23 de setembre de 1923 en presència seva.
Va morir el 12 d’agost de 1949 a causa de les seqüeles d'una fractura de crani. Dos dies després va ser enterrat al cementiri de San Fernando de Sevilla.